# Albuț mărunt
Albuț mărunt este un vechi soi românesc de struguri.